# Влада Аврамов
Владимир Аврамов (Нови Сад, 5. април 1979) је бивши српски фудбалер који је играо на позицији голмана. Наступао је за репрезентацију Србије.

## Каријера
Почео је да тренира фудбал са 12 година у Војводини из Новог Сада и у том тиму је прешао све селекције од пионира, кадета до омладинаца и сениора. Од 2001. године је играо у Италији, где је наступао за Виченцу, Пескару, Фиорентину, Тревизо, Каљари, Торино и Аталанту. Последњи ангажман је имао у јапанском Токију након чега је завршио играчку каријеру.
За репрезентацију Србије је наступио два пута у квалификацијама за Европско првенство 2008. године, против Пољске и Казахстана.

## Приватни живот
Био је у браку са певачицом Славицом Ћуктераш, са којом је добио ћерку 2016. године.